# Fundacja Wisławy Szymborskiej
Fundacja Wisławy Szymborskiej – polska fundacja z siedzibą w Krakowie utworzona w 2012 roku, na mocy testamentu pozostawionego przez Wisławę Szymborską. Głównym celem fundacji jest opieka nad literacką spuścizną Wisławy Szymborskiej.

## Historia
Fundacja została utworzona w kwietniu 2012 roku na mocy testamentu Wisławy Szymborskiej. W tym samym roku oficjalnie rozpoczęto prace fundacji i nabór do pierwszej edycji Nagrody im. Wisławy Szymborskiej. 25 maja 2013 roku fundacja oficjalnie ogłosiła nominacje do nagrody na konferencji prasowej (transmitowanej przez stację TVN 24). W czerwcu tego samego roku fundacja wzięła udział w obchodach 90 rocznicy urodzin swojej patronki. W maju 2014 roku po raz pierwszy przyznano pomoc materialną w ramach Funduszu Zapomogowego. Miesiąc później fundacja ogłosiła konkurs na Nagrodę im. Adama Włodka. We wrześniu 2015 roku fundacja ogłosiła konkurs na tłumaczenie wierszy swojej patronki na język białoruski, ukraiński i rosyjski. W lutym 2016 roku fundacja we współpracy z wydawnictwem Znak wydała dwie książki biograficzne o swojej patronce. W 2019 roku została utworzona wystawa rękopisów Wisławy Szymborskiej „Radość Pisania" w Bibliotece Jagiellońskiej. Od 2021 roku Fundacja jest partnerem konkursu Literacka Podróż Hestii. 

## Zarząd
Od początku działalności zarząd fundacji funkcjonuje w niezmienionym składzie:
- Michał Rusinek (literaturoznawca, autor, tłumacz) – prezes
- Teresa Walas (literaturoznawca, krytyk literacki) – członek zarządu
- Marek Bukowski (radca prawny i doktor nauk prawnych) – członek zarządu

## Cele
Do zadań fundacji należą: opieka nad literacką spuścizną Wisławy Szymborskiej, działalność popularyzatorska i edukacyjna w zakresie propagowania polskiej kultury, twórczości literackiej, naukowej i czytelnictwa w Polsce oraz za granicą, jak również wspieranie idei tolerancji oraz kultury dialogu w życiu publicznym.

## Przyznawane nagrody i fundusze

### Nagroda Poetycka im. Wisławy Szymborskiej
Nagroda ma charakter międzynarodowy, przyznawana jest co roku za książkę poetycką wydaną w języku polskim w roku poprzedzającym. Do nagrody zgłoszone mogą być tomy poetyckie wydane oryginalnie po polsku. Oficjalne ogłoszenie pierwszych nominacji do nagrody nastąpiło w 2013 roku, od tego czasu nagroda jest przyznawana corocznie. Zwycięzca nagrody otrzymuję statuetkę oraz kwotę pieniężną w wysokości ustalanej przez zarząd fundacji.

### Nagroda im. Adama Włodka
Nagroda ma upamiętniać poetę i męża Wisławy Szymborskiej – Adama Włodka. Nagroda ta przyznawana jest za projekt na napisanie książki o charakterze literackim, literaturoznawczym lub przygotowanie przekładu. Jest to nagroda dla młodych twórców – pisarzy, poetów, tłumaczy, badaczy i krytyków literackich, którzy nie ukończyli 35 roku życia i opublikowali już wcześniej przynajmniej jedną książkę. Nagroda przyznawana jest raz w ciągu roku, może być ona podzielona między kilku laureatów. Pierwotnie konkurs miał być realizowany we współpracy z Instytutem Książki, jednak w związku z opublikowanymi w Internecie informacjami, że Włodek współpracował z Urzędem Bezpieczeństwa, a w szczególności donosił na Macieja Słomczyńskiego, dyrektor Instytutu Książki Grzegorz Gauden w specjalnym oświadczeniu poinformował w dniu 2 stycznia 2013, że Instytut nie będzie współuczestniczył w przyznawaniu nagrody.

### Fundusz Zapomogowy
O zapomogę mogą się starać pisarze i tłumacze literatury, którzy znaleźli się nagle w trudnej sytuacji życiowej z przyczyn losowych. Zapomoga przyznawana jest od 2013 roku, dwa razy w ciągu roku – wiosną i jesienią, a od 2018 raz do roku – jesienią. Zapomoga przyznawana jest na wniosek zainteresowanego pisarza lub tłumacza literatury, SPP, Pen-Clubu, Instytutu Książki, innych związków zrzeszających ludzi pióra oraz organizacji działających na rzecz środowiska literackiego lub translatorskiego.                 